# Aurel (Drôme)
Aurel ist eine französische Gemeinde im Département Drôme in der Region Auvergne-Rhône-Alpes. Das abgelegene Dorf in der Provence mit 262 Einwohnern (Stand 1. Januar 2022) ist über eine kleine asphaltierte Straße, etwa eine Stunde von der Autobahn bei Valence, zu erreichen. Die Häuser der Gemeinde liegen im Halbrund an der Westseite eines steilen Bergkegels. Die Häuser dort sind teilweise nur zu Fuß zu erreichen. Die Bewohner werden Aurelois und Aureloises genannt. Der Ort hat einen Kindergarten und eine einklassige Grundschule. Auf dem höchsten Punkt des Ortes befand sich einst eine Burg, von der keine Reste erhalten sind. An dieser Stelle befindet sich heute das Wasserreservoir des Ortes.

## Geschichte
Aurel war vom 13. Jahrhundert bis zur Zeit der Französischen Revolution Lehensgebiet der Bischöfe von Die. Im 11. Jahrhundert befanden sich dort vier Kirchen, für die Größe des Dorfes eine ungewöhnliche hohe Anzahl. 

## Bevölkerungsentwicklung
| Jahr                       | 1962 | 1968 | 1975 | 1982 | 1990 | 1999 | 2007 | 2016 |
| Einwohner                  | 243  | 228  | 199  | 204  | 204  | 205  | 222  | 242  |
| Quellen: Cassini und INSEE |      |      |      |      |      |      |      |      |

## Sehenswürdigkeiten
Zu den Sehenswürdigkeiten zählen eine kleine Kirche Saint Pierre, die protestantische Kirche Temple d'Aurel sowie ein Denkmal für die Gefallenen des Ersten Weltkriegs aus dem Dorf. 
Die Pfarrkirche Saint Pierre liegt etwas abseits vom Ort inmitten von Weinfeldern, umgeben vom Friedhof. Sie wirkt schlicht, kastenförmig, im Osten mit Chorapsis. Die Bauzeit liegt am Ende des 10. Jahrhunderts.
Die protestantische Kirche Temple d'Aurel stammt aus dem Ende des 19. Jahrhunderts. Sie ist als Temp'Aurel das kulturelle Zentrum des Ortes. Hier finden Lesungen, Konzerte und Ausstellungen statt.

## Wirtschaft
Wirtschaftlich geprägt ist der Ort vom Weinbau an den umliegenden Hängen. Der Ort darf sich als ausgewiesenes Anbaugebiet der Rebsorte Clairette de Die bezeichnen. Es befindet sich außerdem ein kleiner Campingplatz am Dorfeingang. Oberhalb des Ortes befinden sich Startplätze für Gleitschirmfliegen.